# Raionul Dobele
Dobele este un raion în Letonia.